# Hibiscus cuanzensis
Hibiscus cuanzensis är en malvaväxtart som beskrevs av Arthur Wallis Exell och Mendonca. Hibiscus cuanzensis ingår i Hibiskussläktet som ingår i familjen malvaväxter. Inga underarter finns listade i Catalogue of Life.